# Hook-Halbinsel
Die Hook-Halbinsel (englisch Hook Peninsula, irisch Rinn Duáin, Kopf des Dubhán) liegt im County Wexford, in der Provinz Leinster in Irland. Die Halbinsel deckt eine Fläche von ca. 60 Quadratkilometern ab.

## Name
Der irische Name leitet sich von dem britischen Missionar mit dem irischen Namen Dubhán ab. Der Angelhaken heißt auf Irisch duán, sodass der Übersetzungsfehler das englische „hook“ an die Stelle des Namens setzte.

## Lage
Die Hook-Halbinsel liegt zwischen dem Ästuar der sog. Drei Schwestern, den Flüssen Nore, Barrow und Suir sowie der Ortschaft Fethard-on-Sea im Nordosten. Die R734 führt von Fethard-on-Sea nach Hook Head mit dem berühmten Hook Lighthouse, einem Leuchtturm mit einer mehr als 850-jährigen Geschichte.

## Ring of Hook
Mit der touristischen Erschließung ist auch ein 48 Kilometer langer Rundweg auf der Halbinsel ausgewiesen worden. Auf dieser Strecke sind alle relevanten Örtlichkeiten verzeichnet. Der Ring of Hook beginnt bei Dunbrody Abbey und führt über Ballyhack Castle, Duncannon Fort, Dollar Bay, der Ruine von Templetown Church, Loftus Hall, St. Dubhain’s Church, Hook Lighthouse, Baginbun Beach, Fethard Castle und schließlich Tintern Abbey an der Bannow Bay. Touristisch liegt Slade Castle nach dem Hook Lighthouse auf einem Umweg.

### Strände
Erwähnenswert sind die zahlreichen weißen Strände, insbesondere auf der Westseite der Halbinsel.

### Hook Lighthouse
Das Hook Lighthouse blickt auf eine lange Geschichte zurück. Die Errichtung eines ersten Leuchtfeuers soll 1172 gewesen sein. Nachgewiesen ist die Funktion eines Leuchtturms ab 1240. Damals muss auch ein Kloster in der Nähe gewesen sein, weil die Mönche mit dem Betrieb des Signalfeuers betraut waren. Mitte des 17. Jahrhunderts wurde von Kohlefeuerung auf Walöl umgestellt. Um 1860 nutzte man Gas, ab 1911 Paraffin. 1972 wurde das Signalfeuer auf Elektrizität umgestellt und seit 1996 vollautomatisiert. Der heutige Leuchtturm ist 46 Meter hoch. Das Leuchtfeuer reicht ca. 40 Kilometer weit. 2001 wurde das Gebäude für den Tourismus umgebaut.

## Wirtschaft
Der Tourismus spielte erst seit dem Ende des 20. Jahrhunderts eine Rolle. Zuvor wurde im Wesentlichen die Hochseefischerei und Landwirtschaft betrieben.